# Берод-Хахенбург
Беро́д-Ха́хенбург (нем. Berod bei Hachenburg) — община в Германии, в земле Рейнланд-Пфальц.
Входит в состав района Альтенкирхен-Вестервальд. Подчиняется управлению Альтенкирхен. Население составляет 603 человека (на 31 декабря 2010 года). Занимает площадь 5,05 км².